# Martin Lewis Perl
Martin Lewis Perl (n. 24 iunie 1927, New York City, New York, SUA – d. 30 septembrie 2014, Palo Alto, California, SUA) a fost un fizician american, laureat al Premiului Nobel pentru Fizică în 1995, împreună cu Frederick Reines pentru descoperirea leptonului tau 